# Tira (Israel)
Tira (hebräisch טירה Ṭīrah; arabisch الطيرة at-Tīra, DMG aṭ-Ṭīra) ist eine Stadt in Israel.
Sie befindet sich etwa zwölf Kilometer südöstlich von Netanja und acht Kilometer nordöstlich von Kfar Saba. 2018 hatte Tira 26.162 Einwohner. Die Stadt liegt im kleinen Dreieck/Meschullasch, einem Landstrich, in dem arabische Israelis die Mehrzahl der Einwohner stellen. Den Status einer Stadt erhielt Tira im Jahr 1991.
Mit der deutschen Stadt Burg bei Magdeburg in Sachsen-Anhalt besteht eine Städtepartnerschaft.

## Persönlichkeiten
- Omar Hamdan (* 1963), Islamwissenschaftler an der Universität Tübingen
- Sayed Kashua (* 1975), israelisch-arabischer Schriftsteller
- Ahmad Mansour (* 1976), israelisch-arabischer Autor und Psychologe